# James Ingram
James Edward Ingram (Akron, 16 febbraio 1952 – Los Angeles, 29 gennaio 2019) è stato un cantante e compositore statunitense.

## Biografia
Ingram vanta collaborazioni con figure rilevanti dello star system statunitense, in primis quelle con Quincy Jones, Michael Jackson e Debbie Allen.
Ha fatto parte del supergruppo USA for Africa nel video musicale We Are the World.
Nel 1987, ha interpretato Better Way, composizione inserita nella colonna sonora originale del film Beverly Hills Cop II. 
È morto il 29 gennaio 2019 per un tumore al cervello che lo affliggeva da tempo. L'annuncio della scomparsa è stato dato dall'attrice e amica Debbie Allen.

## Discografia

### Album studio
| Anno                                                                          | Album                | Classifiche | Classifiche | Classifiche | Classifiche | Certificazioni | Etichetta          |
| Anno                                                                          | Album                | US          | US R&B      | US Gospel   | UK          | Certificazioni | Etichetta          |
| ----------------------------------------------------------------------------- | -------------------- | ----------- | ----------- | ----------- | ----------- | -------------- | ------------------ |
| 1983                                                                          | It's Your Night      | 46          | 10          | —           | 25          | Gold           | Qwest/Warner Bros. |
| 1986                                                                          | Never Felt So Good   | 123         | 37          | —           | 72          | —              | Qwest/Warner Bros. |
| 1989                                                                          | It's Real            | 117         | 44          | —           | —           | —              | Qwest/Warner Bros. |
| 1993                                                                          | Always You           | —           | 74          | —           | —           | —              | Qwest/Warner Bros. |
| 2008                                                                          | Stand (In the Light) | —           | 63          | 18          | —           | —              | Intering           |
| "—" denotes the album failed to chart, was not released, or was not certified |                      |             |             |             |             |                |                    |

### Compilation
| 1991                                                                          | Greatest Hits: The Power of Great Music | 168 | —  | Gold | Qwest/Warner Bros. |
| 1999                                                                          | Forever More (Love Songs, Hits & Duets) | 165 | 94 | —    | Private Music      |
| "—" denotes the album failed to chart, was not released, or was not certified |                                         |     |    |      |                    |

### Singoli
Il brano Baby, Come to Me (con Patti Austin) raggiunse anche la nona posizione in Olanda e Nuova Zelanda.
| Anno                                                       | Singolo                                                                                            | Classifiche | Classifiche | Classifiche | Classifiche | Album                                       |
| Anno                                                       | Singolo                                                                                            | US          | US R&B      | US AC       | UK          | Album                                       |
| ---------------------------------------------------------- | -------------------------------------------------------------------------------------------------- | ----------- | ----------- | ----------- | ----------- | ------------------------------------------- |
| 1981                                                       | "Just Once" (Quincy Jones featuring James Ingram)                                                  | 17          | 11          | 7           | —           | The Dude (Quincy Jones)                     |
| 1981                                                       | "One Hundred Ways" (Quincy Jones featuring James Ingram)                                           | 14          | 10          | 5           | —           | The Dude (Quincy Jones)                     |
| 1982                                                       | "Baby, Come to Me" (duetto con Patti Austin)                                                       | 1           | 9           | 1           | 11          | Every Home Should Have One (Patti Austin)   |
| 1983                                                       | "How Do You Keep the Music Playing?" (duetto con Patti Austin)                                     | 45          | 6           | 5           | —           | It's Your Night                             |
| 1983                                                       | "Whatever We Imagine"                                                                              | —           | 21          | —           | —           | It's Your Night                             |
| 1983                                                       | "Yah Mo B There" (duet with Michael McDonald)                                                      | 19          | 5           | 10          | 12          | It's Your Night                             |
| 1984                                                       | "There's No Easy Way"                                                                              | 58          | —           | 7           | —           | It's Your Night                             |
| 1984                                                       | "She Loves Me (The Best That I Can)"                                                               | —           | 59          | 19          | —           | It's Your Night                             |
| 1984                                                       | "What About Me?" (Kenny Rogers with Kim Carnes and James Ingram)                                   | 15          | 57          | 1           | 92          | What About Me? (Kenny Rogers)               |
| 1985                                                       | "It's Your Night"                                                                                  | —           | —           | —           | 25          | It's Your Night                             |
| 1986                                                       | "Always"                                                                                           | —           | 27          | —           | —           | Never Felt So Good                          |
| 1986                                                       | "Never Felt So Good"                                                                               | —           | 86          | —           | —           | Never Felt So Good                          |
| 1986                                                       | "Somewhere Out There" (duet with Linda Ronstadt)                                                   | 2           | —           | 4           | 8           | An American Tail OST                        |
| 1987                                                       | "Better Way"                                                                                       | —           | 66          | —           | —           | Beverly Hills Cop II OST                    |
| 1989                                                       | "It's Real"                                                                                        | —           | 8           | —           | 83          | It's Real                                   |
| 1989                                                       | "I Wanna Come Back"                                                                                | —           | 18          | —           | —           | It's Real                                   |
| 1989                                                       | "(You Make Me Feel Like) A Natural Man"                                                            | —           | 30          | —           | —           | It's Real                                   |
| 1990                                                       | "The Secret Garden" (Quincy Jones featuring Al B. Sure!, James Ingram, El DeBarge and Barry White) | 31          | 1           | 26          | 67          | Back on the Block (Quincy Jones)            |
| 1990                                                       | "I Don't Have the Heart"                                                                           | 1           | 53          | 2           | —           | It's Real                                   |
| 1990                                                       | "When Was the Last Time the Music Made You Cry?"                                                   | —           | 81          | —           | —           | It's Real                                   |
| 1991                                                       | "Where Did My Heart Go?"                                                                           | —           | —           | 23          | —           | City Slickers OST                           |
| 1991                                                       | "Get Ready"                                                                                        | —           | 59          | —           | —           | The Greatest Hits: The Power of Great Music |
| 1994                                                       | "The Day I Fall in Love" (duet with Dolly Parton)                                                  | —           | —           | —           | 64          | Beethoven's 2nd OST                         |
| 1995                                                       | "When You Love Someone" (duet with Anita Baker)                                                    | —           | 71          | —           | —           | Forget Paris OST                            |
| "—" denotes the single failed to chart or was not released | |             |             |             |             |                                             |